# Diecezja Indore
Diecezja Indore – diecezja rzymskokatolicka w Indiach. Została utworzona w 1935  jako prefektura apostolska. Promowana do rangi diecezji  w 1952.

## Ordynariusze
- Peter Janser, S.V.D. † (1935–1947)
- Hermann Westermann, S.V.D. † (1948–1951)
- Frans Simons, S.V.D. † (1952–1971)
- George Marian Anathil, S.V.D. † (1972–2008)
- Chacko Thottumarickal, S.V.D. (2008–2024)
- Thomas Mathew Kuttimackal (od 2024)